# 乌丸通
乌丸通（Karasuma Dōri）是日本京都市中心一条重要的街道，南北走向。它是国道24号和国道367号的一部分，京都市营地下铁乌丸线在街道下方运行。街名中的“乌丸”原本读作（Karasumaru），但经过音便后，末位的“る”发生脱落。